# Um Algo Além
Um Algo Além é o segundo álbum de estúdio do cantor Luciano Nassyn com sua banda Os Filhos de Dalila lançado no dia 22 de outubro de 2008 pelo selo Tratore em parceria com Atalho Discos. O álbum também foi disponibilizado para download no iTunes.

## Faixas
| N.º | Título                      | Compositor(es) | Duração |  |
| 1.  | "Luar"                      |                | 3:08    |  |
| 2.  | "Eu Não Paro Em Casa Mesmo" |                | 3:01    |  |
| 3.  | "Luana"                     |                | 4:18    |  |
| 4.  | "Por Amor"                  |                | 3:33    |  |
| 5.  | "Vê Se Olha Pra Mim"        |                | 3:34    |  |
| 6.  | "Ver a Luz"                 |                | 3:41    |  |
| 7.  | "E Quando Paa"              |                | 3:16    |  |
| 8.  | "Um Algo Além"              |                | 3:08    |  |
| 9.  | "O Que Restou de Nós"       |                | 2:58    |  |
| 10. | "Viagem Ao Fundo do Ego"    |                | 5:19    |  |